# Niewęgłosz
Niewęgłosz (prononciation [ ɲɛˈvɛŋɡwɔʂ]) est un village de la gmina de Czemierniki du powiat de Radzyń Podlaski dans la voïvodie de Lublin, situé dans l'est de la Pologne.
Il se situe à environ 8 kilomètres au nord de Czemierniki (siège de la gmina), 6 kilomètres au sud de Radzyń Podlaski (siège du powiat) et 60 kilomètres au nord de Lublin (capitale de la voïvodie).
Le village comptait approximativement une population de 480 habitants en 2006.

## Histoire
De 1975 à 1998, le village est attaché administrativement à la voïvodie de Biała Podlaska.

Depuis 1999, il fait partie de la nouvelle voïvodie de Lublin.